# Radio Moscow (альбом)
| Оценки критиков | Оценки критиков |
| Источник        | Оценка          |
| --------------- | --------------- |
| AllMusic        | [ 1 ]           |

Radio Moscow (русск. Радио Москва) — дебютный альбом одноимённой американской рок-группы Radio Moscow из города Стори, штат Айова. Записан в Акроне, штат Огайо в июле 2006 года. Альбом спродюсирован Дэном Ауэрбахом и выпущен независимым лейблом Alive Naturalsound Records 27 февраля 2007 года.

## Реакция
Обозревая Radio Moscow для веб-сайта AllMusic, Грег Прето наградил его тремя с половиной звёздами, сравнивая группу с несколькими артистами 1970-х годов, включая Ram Jam («Luckydutch»), The Allman Brothers Group («Lickskillet») и The Jeff Beck Group («Mistreating Queen» и «Whatever Happened»).

## Список композиций
Слова и музыка всех песен — Паркер Григгз, за исключением особо отмеченных.
| №                   | Название                                    | Длительность |
| ------------------- | ------------------------------------------- | ------------ |
| 1.                  | «Introduction» (Паркер Григгз, Дэн Ауэрбах) | 1:19         |
| 2.                  | «Frustrating Sound»                         | 3:54         |
| 3.                  | «Luckydutch»                                | 4:40         |
| 4.                  | «Lickskillet»                               | 4:55         |
| 5.                  | «Mistreating Queen»                         | 4:32         |
| 6.                  | «Whatever Happened»                         | 3:20         |
| 7.                  | «Timebomb» (Паркер Григгз, Дэн Ауэрбах)     | 3:17         |
| 8.                  | «Deep Blue Sea»                             | 5:39         |
| 9.                  | «Ordovician Fauna»                          | 2:01         |
| 10.                 | «Fuse»                                      | 3:13         |
| Общая длительность: | Общая длительность:                         | 36:50        |

## Участники записи

### Radio Moscow
- Паркер Григгз — вокал, гитары, ударная установка, перкуссия
- Люк МакДафф — басс-гитара

### Другие
- Дэн Ауэрбах — производство, режиссирование, слайд-гитара (трек 8)
- Крис Кеффер — мастеринг
- Энтони Янковик — обложка